# The Wrong Side of Heaven and the Righteous Side of Hell, Volume 1
Albums de Five Finger Death Punch
American Capitalist
(2011) The Wrong Side of Heaven and the Righteous Side of Hell, Volume 2
(2013)
The Wrong Side of Heaven and the Righteous Side of Hell, Volume 1 est la première partie du quatrième album studio du groupe de metal Five Finger Death Punch. Cet album se caractérise notamment par les nombreuses participations, principalement de membre de la communauté Metal.

## Disque standard
| 1.    | Lift Me Up              | 4:06 |
| 2.    | Watch You Bleed         | 3:43 |
| 3.    | You                     | 3:03 |
| 4.    | Wrong Side of Heaven    | 4:31 |
| 5.    | Burn MF                 | 3:37 |
| 6.    | I.M.Sin                 | 3:39 |
| 7.    | Anywhere But Here       | 3:45 |
| 8.    | Dot Your Eyes           | 3:15 |
| 9.    | M.I.N.E (End This Way)  | 4:06 |
| 10.   | Mama Said Knock You Out | 2:47 |
| 11.   | Diary of a Deadman      | 4:44 |
| 41:56 |                         |      |

## Participations
- Rob Halford – additional vocals on "Lift Me Up"
- Tech N9ne – additional vocals on "Mama Said Knock You Out"
- Max Cavalera – additional vocals on "I.M.Sin"
- Maria Brink – additional vocals on "Anywhere But Here"
- Jamey Jasta – additional vocals on "Dot Your Eyes"

## Classements hebdomadaires
| Classement (2013)                  | Meilleure place |
| ---------------------------------- | --------------- |
| Allemagne (Media Control AG)       | 4               |
| Australie (ARIA)                   | 13              |
| Autriche (Ö3 Austria Top 40)       | 5               |
| Canada (Canadian Albums Chart)     | 3               |
| États-Unis (Billboard 200)         | 2               |
| États-Unis (Hard Rock Albums)      | 1               |
| États-Unis (Top Rock Albums)       | 1               |
| Finlande (Suomen virallinen lista) | 7               |
| Nouvelle-Zélande (RIANZ)           | 26              |
| Royaume-Uni (UK Albums Chart)      | 21              |
| Royaume-Uni (Rock & Metal Albums)  | 1               |
| Suède (Sverigetopplistan)          | 14              |
| Suisse (Schweizer Hitparade)       | 34              |

## Certifications
| Pays                  | Certification |
| --------------------- | ------------- |
| Canada (Music Canada) | Or            |
| États-Unis (RIAA)     | Platine       |
| Royaume-Uni (BPI)     | Argent        |